# Сблъсък на крале
Сблъсък на крале(на английски: A Clash of Kings) е вторият роман от фентъзи поредицата Песен за огън и лед на американския писател Джордж Р. Р. Мартин. Публикуван е за първи път на 16 ноември 1998 година във Великобритания. Също като своя предшественик, книгата печели наградата Локус за най-добър роман и е номиниран за наградата Небюла за най-добър роман. 
Романът е основа за втория сезон на сериала Игра на тронове на телевизия HBO.

## Герои
Историята е разказана през очите на 9 главни героя и един в пролога.
- Пролог: Маестър Кресен
- Тирион Ланистър, най-младият син на Лорд Тивин Ланистър, джудже и брат на кралица Церсей, Ръка на Краля.
- Кейтлин Старк, от Дом Тъли, вдовица на Едард Старк, Господар на Уинтърфел.
- Сер Давос Сийуорт, крадец, направен на рицар, за да служи на Крал Станис Баратеон.
- Санса Старк, най-възрастната дъщеря на Едард и Кейтлин Старк, държана в плен от краля на Железния Трон.
- Аря Старк, най-малката дъщеря на Едард и Кейтлин Старк, изчезнала и смятана за мъртва.
- Бран Старк, вторият син на Едард и Кейтлин Старк, наследник на Уинтърфел и Крал на Севера.
- Рикон Старк, най-малкият син на лорд Едард и лейди Кейтлин Старк.
- Джон Сняг, извънбрачен син на Едард Старк, човек от Нощната Стража.
- Теон Грейджой, бивш повереник на Едард Старк, син на Бейлон Грейджой
- Кралица Денерис Таргариен от Дом Таргариен; халееси на дотраките, родената в буря, майка на драконите

## Награди и номинации
- Награда „Локус“.[1]
- номинация – Награда Небюла за най-добър роман.[1]